# 浮山 (枞阳)
浮山位於中國安徽省铜陵市樅陽縣浮山鎮境內，是一座白堊紀早期的古火山，同時也是一座佛教與文化名山。現今的浮山風景區包括浮山、白盪湖、白雲岩三大景區，總面積76.7平方公里，主景區浮山面積19.1平方公里。現爲國家地質公園、國家森林公園、國家AAAA級旅遊景區和安徽省風景名勝區。